# Torneio de Roland Garros de 1991
O Torneio de Roland Garros de 1991 foi um torneio de tênis disputado nas quadras de saibro do Stade Roland Garros, em Paris, na França, entre 27 de maio e 9 de junho. Corresponde à 24ª edição da era aberta e à 90ª de todos os tempos.

## Finais

### Profissional
| Categoria | Evento    | Campeã(s)(o/ões)              | Vice-campeã(s)(o/ões)                    | Resultado               | Chave(s)  | Chave(s)       |
| --------- | --------- | ----------------------------- | ---------------------------------------- | ----------------------- | --------- | -------------- |
| Simples   | Masculino | Jim Courier                   | Andre Agassi                             | 3–6, 6–4, 2–6, 6–1, 6–4 | principal | qualificatório |
| Simples   | Feminino  | Monica Seles                  | Arantxa Sánchez Vicario                  | 6–3, 6–4                | principal | qualificatório |
| Duplas    | Masculino | John Fitzgerald Anders Järryd | Rick Leach Jim Pugh                      | 6–0, 7–62               | principal | principal      |
| Duplas    | Feminino  | Gigi Fernández Jana Novotná   | Larisa Savchenko Neiland Natalia Zvereva | 6–4, 6–0                | principal | principal      |
| Duplas    | Misto     | Helena Suková Cyril Suk       | Caroline Vis Paul Haarhuis               | 3–6, 6–4, 6–1           | principal | principal      |

### Juvenil
| Categoria | Evento    | Campeã(s)(o/ões)                 | Vice-campeã(s)(o/ões)              | Resultado     | Chave(s)  | Chave(s)       |
| --------- | --------- | -------------------------------- | ---------------------------------- | ------------- | --------- | -------------- |
| Simples   | Masculino | Andrei Medvedev                  | Thomas Enqvist                     | 6–4, 7–6      | principal | qualificatório |
| Simples   | Feminino  | Anna Smashnova                   | Inés Gorrochategui                 | 2–6, 7–5, 6–1 | principal | qualificatório |
| Duplas    | Masculino | Thomas Enqvist Magnus Martinelle | Julian Knowle Johannes Unterberger | 6–1, 6–3      | principal | principal      |
| Duplas    | Feminino  | Eva Bes Inés Gorrochategui       | Zdeňka Málková Eva Martincová      | 6–1, 6–3      | principal | principal      |